# 静岡県道281号遠江一宮停車場線
静岡県道281号遠江一宮停車場線（しずおかけんどう281ごう とおとうみいちのみやていしゃじょうせん）は、静岡県周智郡森町を通る道路（県道）である。

## 概要

### 路線データ
- 陸上距離：0.5km
- 起点：静岡県周智郡森町一宮（天竜浜名湖鉄道遠江一宮駅）
- 終点：静岡県周智郡森町一宮（静岡県道40号掛川天竜線交点）

## 重複区間
なし

## 通過する自治体
- 静岡県
  - 周智郡森町

## 主な接続路線
- 静岡県道40号掛川天竜線